# 21653 Davidwang
21653 Davidwang è un asteroide della fascia principale. Scoperto nel 1999, presenta un'orbita caratterizzata da un semiasse maggiore pari a 2,7869064 UA e da un'eccentricità di 0,2138584, inclinata di 18,88518° rispetto all'eclittica.